# Filippovia
Filippovia is een geslacht van inktvissen uit de familie van de Onychoteuthidae.

## Soort
- Filippovia knipovitchi (Filippova, 1972)